# Københavns Vandværk
Københavns Vandværk, beliggende Studiestræde 54 mellem Studiestræde, Hammerichsgade, Deloitte-huset og den tidligere bygning for Studenterforeningen ved H.C. Andersens Boulevard, er Danmarks ældste vandværk, etableret 1859. Anlægget blev i 2007 udpeget til nationalt industriminde af Kulturarvsstyrelsen og fredet i 2010.
Værket blev opført som en af de første bygninger uden for voldene og lå i en tidligere ravelin, der har givet grunden sin form. En komité, der skulle foreslå fornyelser af stadens vandforsyning, var nedsat i 1847, men koleraepidemien i København 1853 blev den direkte anledning til, at Borgerrepræsentationen beordrede det nye vandværk bygget. Værket bestod af et overflade- og grundvandsanlæg samt en højdebeholder i Søndermarken (nu kendt som Cisternerne). Det engelske firma Cochrane & Co. fik entreprisen, og den 16. maj 1857 nedlagde brygger J.C. Jacobsen værkets grundsten. Vandværket blev indviet den 9. august 1859 og kunne præstere 300 hestekræfter.
Selve vandværkets bygninger er tegnet af N.S. Nebelong i rundbuestil. Anlægget er ombygget 1875, 1886-1889 og 1951 og gik ud af aktiv drift sidstnævnte år. Værkets maskinhus har siden 1986 været nu spillestedet Pumpehuset, og den oprindelige engelskproducerede dampmaskine findes på Danmarks Tekniske Museum.
Allerede få år efter opførelsen, i 1875, måtte værket udvides, fordi befolkningstilvæksten i hovedstaden var høj. Værket fik to dampkedler. Det havde da 8 dampkedler og 6 dampmaskiner. Næste udvidelse, i 1886-89, gav værket yderligere 3 dampkedler.
De egentlige vandværksbygninger ligger centralt på grunden omgivet af boliger, kontorbygninger og vagtstue. Alle bygninger er grundmurede i gule mursten med skifertag, men boligerne og kontorbygningerne er finere og mere dekorerede.
Maskinhuset fra 1859 er den centrale dominant i anlægget. Det er en klassisk halbygning i to etager med sadeltag og rundbuede vinduer. Kedelhuset er bygget sammen med maskinhuset, men er en etage lavere og ligger en anelse forskudt. Facadeudformningen og udsmykningen af murværket er identisk med maskinhusets. Begge husets gavle brydes af tre rundbuede vinduer. Kulhuset er en mindre enetages bygning, der ligger vinkelret på kedelhuset. I knækket mellem de to bygninger står anlæggets skorsten fra 1930, der oprindelig var 43 meter høj, men af sikkerhedshensyn blev forkortet med 10 meter i 1972.
De resterende huse, som alle er i enten én eller to etager, er fordelt rundt om procesbygningerne: Direktørboligen, maskinmesterboligen, portnerboligen i bindingsværk (1887 af Ludvig Fenger) og tre kontorbygninger, hvoraf den yngste er fra 1951.